# Локалита Мулино Нуово (Лоди)
Локалита Мулино Нуово је насеље у Италији у округу Лоди, региону Ломбардија.
Према процени из 2011. у насељу је живело 23 становника. Насеље се налази на надморској висини од 70 м.